# Майже безголовий Нік
Майже Безголовий Нік (англ. Nearly Headless Nick), справжнє ім'я — Сер Ніколас де Мімсі-Порпінгтон (англ. Sir Nicholas de Mimsy-Porpington) — персонаж із серії романів Джоан Роулінг про Гаррі Поттера. Він є привидом факультету Грифіндор у Гоґвортській школі чарів і чаклунства.

## Біографія
Сер Ніколас народився у XV столітті. Він був придворним чаклуном у королівському дворі, ймовірно за часів Генріха VII. Його життя трагічно обірвалося після невдалого магічного втручання — він намагався виправити зовнішність однієї дами шляхом заклинання, яке викликало появу ікла замість зуба. Це призвело до його страти. Йому відтяли голову, але через невдале зусилля палача вона не відділилася повністю, що стало причиною його прізвиська — «Майже Безголовий».

## У Гоґвортсі
Як привид факультету Грифіндор, Майже Безголовий Нік часто з'являється у спільній кімнаті грифіндорців. Він є доброзичливим, чемним, трохи пихатим, і завжди готовий допомогти учням. Його поява зазвичай супроводжується шармом епохи Середньовіччя.

## Участь у подіях
У серії романів Нік з'являється у багатьох моментах:
У «Філософському камені» він вітає Гаррі Поттера в грифіндорському гуртожитку.
У «Таємній кімнаті» він був на вечірці з приводу своєї «дня смерті» — 500-річниці з дня страти.
У «Гаррі Поттер і Орден Фенікса» та інших частинах він допомагає учням, іноді ділиться інформацією про привидів і події в Гоґвортсі.

## День смерті
Сер Ніколас був страчений 31 жовтня 1492 року. Цей день він щороку відзначає особливою вечіркою, на яку запрошує інших привидів та учнів. У «Таємній кімнаті» Гаррі, Рон і Герміона відвідали його 500-ту річницю смерті.

## Взаємини з іншими привидами
Нік підтримує відносини з іншими привидами, зокрема зі Сірим Лицарем (привид Рейвенклов), Товстим ченцем (Гафелпаф), Кривавим Бароном (Слизерин), хоча з останнім вони мають напружені відносини.

## Характер
Нік — ввічливий, дещо старомодний, любить поговорити. Він іноді засмучується через те, що його не приймають у Клуб зовсім безголових, адже його голова не була повністю відрубана, а тримається на «одній жилці». Цей факт є джерелом для жартів і водночас болісною темою для нього.

## У фільмах
У фільмовій адаптації роль Майже Безголового Ніка виконав британський актор Джон Кліз.

## Цікаві факти
Його повне ім'я — Сер Ніколас де Мімсі-Порпінгтон — згадується рідко, переважно у формальних зверненнях.
Єдиний привид, чий день смерті детально святкується у книгах.